# Cybaeus magnus
Espèce
Cybaeus magnus est une espèce d'araignées aranéomorphes de la famille des Cybaeidae.

## Distribution
Cette espèce est endémique de Honshū au Japon,. Elle se rencontre dans la péninsule de Shimokita dans la préfecture d'Aomori.

## Publication originale
- Yaginuma, 1958 : Spiders from Shimokita Peninsula, Aomori Prefecture, Japan. Miscellaneous Reports of the Research Institute for Natural Resources, Tokyo, vol. 46-47, p. 69-77.